# Pontecchio Polesine
Pontecchio Polesine (Pontecio in veneto) è un comune italiano di 2 194 abitanti (censimento del 2022) della provincia di Rovigo in Veneto, situato a sud del capoluogo.

## Geografia fisica
Il comune di Pontecchio Polesine si estende nel cuore del Polesine, 7,4 km a sud di Rovigo, occupando una superficie di 11,53 km². Confina con il comune di Rovigo a nord-est, Crespino ad est, Guarda Veneta a sud, e Bosaro a ad ovest.

## Storia

### Pre-protostoria / età antica
Nel territorio comunale, in località Zanforlina, ricerche di superficie e poi uno scavo hanno portato alla luce materiali soprattutto ceramici datati alle fasi iniziale e centrale della media età del Bronzo (1650-1450 a.C.). Si tratta del più antico abitato dell'area medio-polesana, sorto in prossimità di un antico corso padano noto come Po di Adria. I materiali archeologici indicano contatti con l'area emiliano-romagnola e con l'Italia centrale (facies archeologica di Grotta Nuova).

### Età medioevale
- 753 Girolamo Tiraboschi cita la località di Ponticulo in un documento riguardante la donazione di beni al monastero di Nonantola da parte del longobardo Astolfo "... et campum formigosum inter Ponticulum, et lacum fatuum cum ipso Ponticulo, et omnes lacoras usque ad Grumum, sue Sylvam et Lacorianum... "
- Nella Bolla papale di Martino II del 944, il papa prende in protezione i beni della Chiesa di Adria, questi beni comprendono il Fundum Pontecli. Per fondo si intendeva un grande podere bonificato. L'origine del nome Pontecchio è sicuramente latina. Ponticulus o Ponteclus.

Era probabile l'esistenza di un ponte che servisse ad attraversare il Tartaro-Canalbianco.
- Intorno al mille Pontecchio faceva parte dell'antica parrocchia di S. Cassiano. Nel 1054, sotto il regno di Enrico e il pontificato di Vittore,  il vescovo di Adria Benedetto, elevò Pontecchio a chiesa arcipretale e collegiata, cioè a parrocchia principale della zona e la donò a Tarulfo detto il Bulgaro, di Ferrara. Nel 1482 Pontecchio venne conquistata dai Veneziani. Nel 1522 papa Adriano VI confermò la Bolla di Papa Leone X che nel 1521 unì alla basilica di S. Marco la parrocchia di Pontecchio assieme a Frassinelle e Guardazzola (Guarda).

### Età moderna
Pontecchio Polesine, negli ultimi anni, è molto aggiornato. Presenta nuovi bar, nuovi parchi, e la ristrutturazione delle zone pubbliche. Si costruiscono anche nuove abitazioni. Ma soprattutto è una RIPRESA DEMOGRAFICA che da ancora più vita al piccolo paese. Circa 2202 abitanti ora abitano a Pontecchio Polesine. 
AGGIORNAMENTI DI RISTRUTTURAZIONE :
- si creerà una mensa nella scuola di Pontecchio (Papagiovannipaolosecondo)  con un corridoio collegato alla palestra comunale.
- si ristruttureranno gli spogliatoi del campo sportivo. 

## Stemma
Il Dizionario corografico dell'Italia (1875) riporta lo stemma d'epoca del comune.

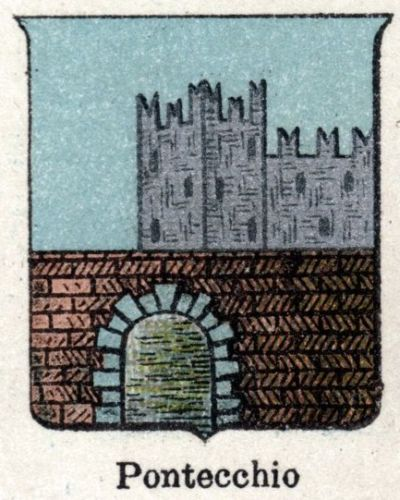
Stemma comunale di Pontecchio Polesine

## Monumenti e luoghi d'interesse

### Architetture religiose
- Oratorio di San Rocco
- Chiesa arcipretale di Sant'Andrea Apostolo (XVII secolo): fu costruita negli anni 1638-1642: lo stile barocco caratterizza l'interno costituito da una navata con quattro altari laterali. L'altare maggiore è impreziosito da due angeli oranti e da un baldacchino in legno dorato
- Oratorio di Sant'Anna e San Gregorio Barbarigo
- Oratorio di San Pietro martire
- Oratorio di San Giovanni Battista

### Architetture civili
- Villa Salvioni ora Fracasso
- Villa Cappello ora Rama: risale al primo Seicento. È costituita da due fronti uguali ed ha un andamento tipicamente orizzontale, sottolineato dalle grandi ali e dal balcone. A lato sorge l'oratorio dedicato alla Beata Vergine della Salute
- Villa Cappello-Andreotti
- Villa Grimani ora Borile: sorge sulle rovine di un antico castello estense fondato da Guglielmo III Adelardi dei Marchesella figlio di Tarulfo detto il Bulgaro, intorno al 1144. Il complesso attuale, ha carattere settecentesco ed è costituito da una parte residenziale e da due cappelle laterali.
- Villa Foscarini ora Occari-Nicoli
- Villa Erizzo - Foscarini ora Prearo

### Altre opere
- Monumento ai Caduti delle due guerre mondiali, inaugurato nel 1952. Cancellata in ferro battuto di Celio Ricchieri.[6]

## Società

### Evoluzione demografica
Abitanti censiti

## Amministrazione
| Periodo | Periodo   | Primo cittadino     | Partito                                               | Carica  | Note |
| ------- | --------- | ------------------- | ----------------------------------------------------- | ------- | ---- |
| 1995    | 1999      | Gianfranco Dall'Ara | Partito Democratico della Sinistra                    | Sindaco |      |
| 1999    | 2004      | Gianfranco Dall'Ara | Lista Civica (Centro-sinistra)                        | Sindaco |      |
| 2004    | 2009      | Davide Rizzi        | Lista Civica (Centro-sinistra)                        | Sindaco |      |
| 2009    | 2014      | Lorenzo Nicoli      | Lista Civica "Insieme per Pontecchio"                 | Sindaco |      |
| 2014    | 2019      | Simone Ghirotto     | Lista Civica "Progetto Democratico" (Centro-sinistra) | Sindaco |      |
| 2019    | in carica | Simone Ghirotto     | Lista Civica "Progetto Democratico" (Centro-sinistra) | Sindaco |      |